# André Gouron
Pour les articles homonymes, voir Gouron.
André Gouron, né le 21 juin 1931 à Nîmes et mort le 22 décembre 2009 à Castelnau-le-Lez est un historien français du droit.

## Biographie
Fils de Marcel Gouron, frère de Françoise Knopper, André Gouron naît à Nîmes le 21 juin 1931. Il fait ses études au lycée de garçons de Nîmes puis à la Faculté de droit de Montpellier, et obtient un doctorat en droit (1956) et l'agrégation d'histoire du droit (1959).
Il est successivement assistant à la Faculté de droit de Toulouse (1956), chargé de cours à la Faculté de droit de Montpellier (1957), professeur à la Faculté de droit de Clermont-Ferrand (1959) et à l'université Montpellier-I (1961), professeur invité à l'université de Berkeley. Il est doyen de la Faculté de droit de Montpellier de 1969 à 1972 et dirige l'École doctorale de droit privé de 1994 à 1999. Il accède à l'éméritat en 2000.
Il devient correspondant de l'Académie des inscriptions et belles-lettres en 1988, avant d'en être élu membre en 1999, au fauteuil de Paul-Marie Duval. Il appartient aussi à l'Académie des sciences et lettres de Montpellier, et est membre non résidant de l'Académie de Nîmes.
Époux d'Annie Gouron-Mazel, également chercheuse en droit, il meurt le 22 décembre 2009 à Montpellier.

## Publications
- La Réglementation des métiers en Languedoc au Moyen Âge, Genève, Droz, 1958 (BNF 32185475).
- Les Juristes de l'École de Montpellier, Milan, Giuffrè, 1970 (BNF 36645045).
- Avec Odile Terrin, Bibliographie des coutumes de France : éditions antérieures à la Révolution, Genève, Droz, 1975 (BNF 34573548).
- La Science juridique française aux XIe et XIIe siècles, Milan, Giuffrè, 1978 (BNF 40923934).
- La Science du droit dans le Midi de la France au Moyen Âge, Londres, Variorum, 1984  (ISBN 0-86078-144-5).
- Études sur la diffusion des doctrines juridiques médiévales, Londres, Variorum, 1987  (ISBN 0-86078-212-3).
- Dir. avec Albert Rigaudière, Renaissance du pouvoir législatif et genèse de l'Etat, Paris-Perpignan, Société d'histoire du droit et des institutions des anciens pays de droit écrit-Socapress, 1988 (BNF 36634922).
- Droit et coutume en France au XIIe et XIIIe siècles, Aldershot, Variorum, 1993  (ISBN 0-86078-356-1).
- Juristes et droits savants : Bologne et la France médiévale, Aldershot, Variorum, 2000  (ISBN 0-86078-816-4).
- Pionniers du droit occidental au Moyen Âge, Aldershot, Ashgate, 2006  (ISBN 0-7546-5910-0).